# Ескамбия (окръг, Алабама)
Окръг Ескамбия (на английски: Escambia County) е окръг в щата Алабама, Съединени американски щати. Площта му е 2468 km², а населението – 36 757 души (1 април 2020). Административен център е град Брутън.